# Joy Davidman
Helen Joy Davidman (ur. 18 kwietnia 1915, zm. 13 lipca 1960) – amerykańska poetka i pisarka. 
W wieku dwudziestu lat, w 1935 uzyskała tytuł magistra literatury angielskiej na Uniwersytecie Columbia. W 1942 wyszła za mąż za Williama Lindsaya Greshama, z którym miała dwóch synów: Davida i  Douglasa (ur. 1945). Wyjechała do Anglii i w 1956 wyszła powtórnie za mąż za C.S. Lewisa. Zmarła na raka kości w 1960.

## W kulturze
W 1993 powstał film Cienista dolina w reżyserii Richarda Attenborough o związku brytyjskiego pisarza C.S. Lewisa z Joy Davidman.